# Ludian

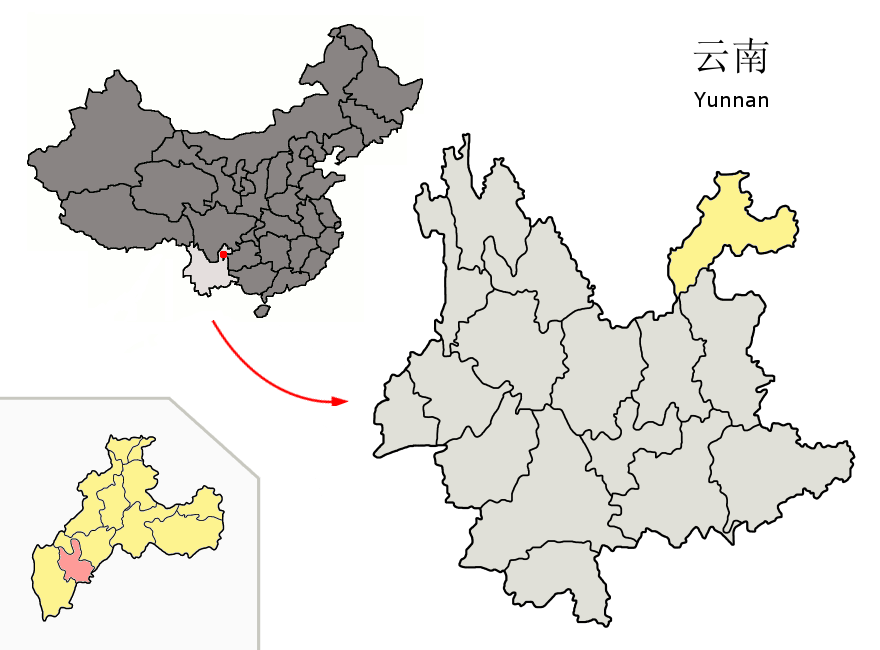
Lage des Kreises Ludian (rosa) im Gebiet der bezirksfreien Stadt Zhaotong (gelb)

Ludian (chinesisch 鲁甸县,  Lǔdiàn Xiàn) ist ein Kreis der bezirksfreien Stadt Zhaotong im Nordosten der chinesischen Provinz Yunnan. Die Fläche beträgt 1.485 Quadratkilometer und die Einwohnerzahl 398.447 (Stand: Zensus 2020).
Der daoistische Xuantian-Tempel liegt auf seinem Gebiet.

## Erdbeben
Am 3. August 2014 ereignete sich ein Erdbeben mit über 600 Toten, dessen Epizentrum in diesem Gebiet lag.

## Administrative Gliederung
Auf Gemeindeebene setzt sich der Kreis aus drei Großgemeinden und neun Gemeinden zusammen. 